# 克尔涅
克尔涅，是匈牙利科马罗姆-埃斯泰尔戈姆州所辖的一个村。总面积45.34平方公里，总人口4452，人口密度98.2人/平方公里（2011年1月1日）。